# Большеуковское сельское поселение
Большеуковское сельское поселение — сельское поселение в Большеуковском районе Омской области.
Административный центр — село Большие Уки.

## История
В начале 1920-х годов образуется Рыбинский сельский совет Рыбинской волости с 1924 года Рыбинского района.
В 1925 году из сельского совета были выделены Поспеловский, Уковский, Яковлевский сельские советы.
На 1926 год в сельский совет входили:
- село Рыбино
- деревня Фёдоровка

В 1933 году сельский совет переименовывается в Большеуковский.
В 1935 году к сельскому совету был присоединён Уковский сельский совет.
В 1958 году к сельскому совету была присоединена часть Яковлевского сельского совета.
В 1962 году сельский совет переводится из Большеуковского в Знаменский район.
В 1965 году сельский совет переводится из Знаменского в Большеуковский район.
В 1973 году к сельскому совету был присоединён Верхнеуковский сельский совет.
В 1983 году к сельскому совету был присоединён Решетинский сельский совет.
В 1989 году из сельского совета был выделен Аёвский сельский совет.
В 1990-х годах сельский совет преобразовывается в сельскую администрацию.
В начале 2000-х годов сельская администрация преобразована в сельский округ.

## Административное деление
| статус | населённый пункт | год основания |
| ------ | ---------------- | ------------- |
| село   | Больши́е Уки́      | 1735          |